# الأدب الإسكتلندي في العصور الوسطى

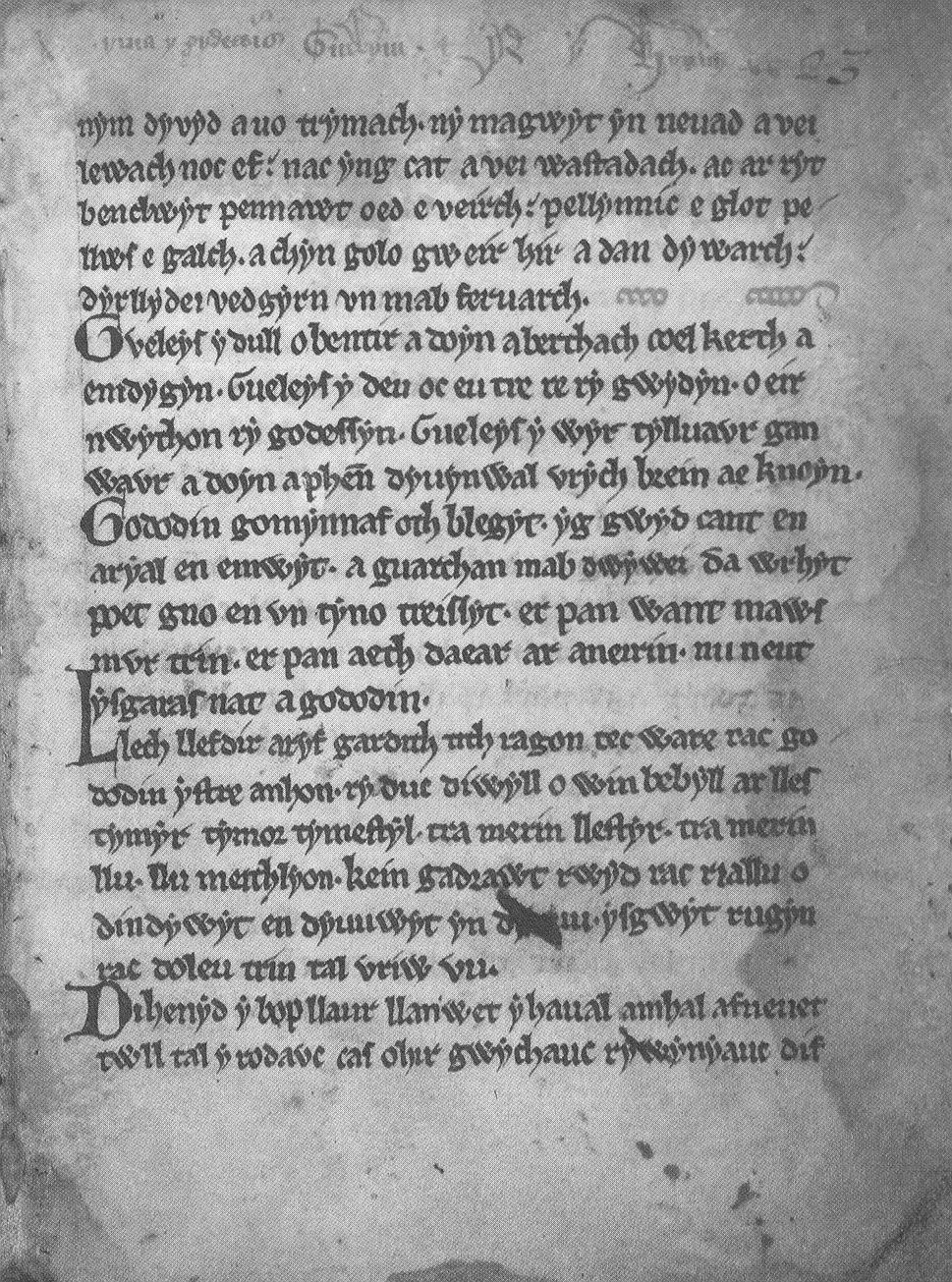
صفحة من كتاب أنيرين والذي كان الجزء الأول من غودودين، القرن السادس الميلاي.

الأدب الإسكتلندي في العصور الوسطى هو الأدب المكتوب في إسكتلندا أو الأدب الذي كتبه الكتاب الإسكتلنديون في الفترة التي امتدت بين رحيل الرومان من بريطانيا في القرن الخامس وحتى تأسيس عصر النهضة في أواخر القرن الخامس عشر وأوائل القرن السادس عشر. يشمل الأدب المكتوب بالبريثونية واللغة الغيلية الإسكتلندية واللغة الإسكتلندية.
أُلف الكثير من الأدب الويلزي المبكر في البلد الذي يُسمى اليوم إسكتلندا أو بجواره، باللغة البريثونية التي اشتُقت منها الويلزية. يشمل هذا القصيدة الملحمية غودودين، التي تُعتبر أقدم قصيدة ناجية من إسكتلندا. لم يتبق سوى عدد قليل جدًا من الأعمال الشعرية المكتوبة باللغة الغيلية والتي يعود تاريخها لأوائل العصور الوسطى، ويوجد معظمها في المخطوطات الإيرلندية. هناك أعمال دينية يمكن أن تُعرَّف على أنها إسكتلندية.
يوجد في الإنجليزية القديمة ما يُعرف بحلم رود، والتي يُقتبس منها أسطر نجدها على صليب راثويل، وهذا ما يجعل منها الجزء الوحيد المتبقي من الإنجليزية القديمة في نورثمبريا الذي يعود لأوائل العصر الإسكتلندي الأوسط. تعد سيرة حياة كولومبا العمل الأكثر أهمية الذي كُتب في أوائل العصر الإسكتلندي الأوسط باللغة اللاتينية من قبل أدومان.
أنتجت نخبة أدبية مزدهرة نصوصًا باللغتين الغيلية واللاتينية بانتظام مع تطور ولاية ألبا إلى مملكة إسكتلندا منذ القرن الثامن، وتقاسمت ثقافة أدبية مشتركة مع إيرلندا وأماكن أخرى. كُتب الكثير من الأدب الإيرلندي الأوسط في إسكتلندا غالبًا خلال العصور الوسطى، إلا أنه لم ينج لأن المؤسسة الأدبية الغيلية لشرق إسكتلندا انقرضت قبل القرن الرابع عشر. سادت ثقافة اللغة الفرنسية المزدهرة بعد ثورة دافيديان في القرن الثالث عشر، بينما أُنتج الأدب النرويجي من مناطق إسكتلندا الاسكندنافية.
أصبحت اللغة الإسكتلندية الوسطى اللغة المهيمنة في البلاد في أواخر العصور الوسطى. يعتبر نص ذا بروس لجون بربور (1375)، أول نص رئيسي ينجو في الأدب الإسكتلندي. تبع ذلك أعمال تاريخية كبرى باللغة اللاتينية بما فيها التسلسل الزمني لإسكتلندا لجون من فوردون. كان هناك أيضًا إصدارات إسكتلندية للرومانسيات الفرنسية الشعبية. أُنتج الكثير من الأدب الإسكتلندي من قبل الماكار والشعراء الذين امتلكوا صلات مع البلاط الملكي. حصل الكثير من الماكار على التعليم الجامعي وكانوا على صلة مع الكنيسة المسيحية. نجا العديد من أعمالهم ضمن مجموعة واحدة هي مخطوطة باناتين التي جُمعت في نحو عام 1560. أخد النثر الإسكتلندي يتطور ليصبح نوعًا في أواخر القرن الخامس عشر، وكانت مرآة الحكمة العمل الناجي الأول لجون إيرلاند (1940). كان العمل البارز في عهد جيمس الرابع هو إصدار غافن دوغلاس لإنيادة فيرجيل، إينديادوس، الذي شكل الترجمة الأولى الكاملة لنص كلاسيكي رئيسي يُكتب باللغة الأنجلية، وانتهى في عام 1513، لكن كارثة معركة فلودين طغت عليها في نفس العام.

## العصور الوسطى المبكرة
ظهرت أربع دوائر رئيسية للنفوذ السياسي والثقافي في شمال بريطانيا بعد انهيار السلطة الرومانية في أوائل القرن الخامس، امتدت ممالك البيكتيين في الشرق من نهر فورث إلى شتلاند. تشير الدراسات الحديثة التي تستند إلى أسماء الأماكن الناجية والأدلة التاريخية إلى أن اللغة البكتية كانت بريثونية (بريطانية). امتلك الشعب الغالي (الناطق بالجودية) في دالريادا صلات وثيقة مع إيرلندا، فأحضروا معهم اسم الإسكتلنديين منها. ينحدر البريطانيون في الجنوب (الناطقون بالبريثونية) من شعوب الممالك المتأثرة بالرومان في «الشمال القديم»، وتعد مملكة ستراثكلايد الأقوى بينها والتي امتدت لفترة أطول من البقية. الإنكليز أو «الأنجلز» هم الغزاة الجرمانيون الذين اجتاحوا جزءًا كبيرًا من جنوب بريطانيا واحتلوا مملكة برنيسيا (ولاحقًا الجزء الشمالي من نورثمبريا)، ووصلوا إلى ما يُعرف الآن بحدود إسكتلندا في الجنوب الشرقي. تُضاف اللاتينية إلى هذه اللغات المسيحية وخصوصًا لتلك التي تعود للقرن العاشر والسادس عاشر باعتبارها لغة فكرية وكتابية. لم تنج أي من الأدبيات المكتوبة الخاصة بالبكتيين حتى العصر الحديث، لكن أدبًا من الممكن أن يُعتبر إسكتلنديًا تمكن من النجاة كُتب بكل من اللغات البريثونية والغيلية والإنجليزية القديمة واللاتينية.
أُلِّف الكثير من الأدب الويلزي المبكر في أو بالقرب من البلد الذي يُسمى اليوم إسكتلندا، وكان مكتوبًا باللغة البريثونية التي اشتُقت منها الويلزية. لم يكن هذا الأدب محصورًا في ويلز وكورنوال في ذلك الوقت لكنه كُتب لاحقًا في ويلز فقط. تشمل هذه الأعمال غودودين التي تُعتبر أقدم قصيدة ناجية من إسكتلندا وتُنسب إلى الشاعر أنيرين، الذي قيل إنه كان مقيمًا في مملكة غودودين البريثونية في القرن السادس.

## العصور الوسطى العليا
ربما تكون غارات الفايكنغ والغزوات قد أجبرت كل من الممالك البكتية والغيلية على الاندماج. ظهرت مملكة ألبا التي عُرفت في نهاية المطاف باسم مملكة إسكتلندا، والتي تعود أصولها إلى كينيث ماك آلبين في ثمانينيات القرن العشرين من خلال عائلة آلبين. شكلت مملكة ألبا بأغلبيتها الساحقة مجتمعًا شفهيًا تهيمن عليه الثقافة الغيلية. تشير المصادر الكاملة لإيرلندا في الفترة نفسها أنه من الممكن أن يكون هنالك فيلي (عضو في فئة الشعراء النخبة في إيرلندا وإسكتلندا، حتى عصر النهضة)، وهو بمكانة شعراء وموسيقيين ومؤرخين مرتبطين في الغالب ببلاط الملك أو الأمير، ينقلون معارفهم وثقافتهم إلى الجيل التالي باللغة الغيلية. تشير المصادر التاريخية وأسماء الأماكن إلى الطرق التي استُخدمت من أجل استبدال باللغة البكتية في الشمال وبلغة كومبريك في الجنوب، اللغة الغيلية والإنجليزية القديمة ولاحقًا اللغة النوردية القديمة.

## أواخر العصور الوسطى
أصبحت اللغة الإسكتلندية الوسطى التي تُسمى غالبًا اللغة الإنجليزية، اللغة السائدة في البلاد في أواخر العصور الوسطى. اشتُقت إلى حد كبير من اللغة الإنجليزية القديمة وأُضيفت لها عناصر من اللغة الغيلية والفرنسية. أصبحت لغة محلية متميزة منذ أواخر القرن الرابع عشر وما بعده على الرغم من أنها تشبه اللغات المستخدمة في شمال إنجلترا.
بدأت النخبة الحاكمة بتبني اللغة الإسكتلندية الوسطى بعد تخليها عن الفرنسية، لتصبح بحلول القرن الخامس عشر لغة الحكومة وقوانين البرلمان وسجلات المجلس وحسابات خزينة الأموال، إذ بدأوا باستخدامها في جميع ما سبق منذ عهد جيمس الأول (1406- 1437) فصاعدًا، ومنذ ذلك الوقت بدأت الغيلية التي كانت تهيمن على الشمال من تاي تتراجع طرديًا. بدأ كتاب الأراضي المنخفضة بالتعامل مع اللغة الغيلية باعتبارها لغة من الدرجة الثانية وكلغة ريفية تُستخدم للتسلية، مما ساعد على تأطير المواقف تجاه المرتفعات وخلق فجوة ثقافية مع الأراضي المنخفضة.
جُمعت المجموعة الرئيسية من الشعر الغيلي الإسكتلندي في العصور الوسطى، كتاب عميد ليسمور من قبل الاخوين جيمس ودونالد ماكجريجور في العقود الأولى من القرن السادس عشر. تحتوي هذه المجموعة إلى جانب القصيدة الإسكتلندية الغيلية، عددًا كبيرًا من القصائد التي أُلفت في إيرلندا وكذلك القصائد والنثر المكتوب باللغة الإسكتلندية واللاتينية. تشمل المواضيع شعر الحب والقصص البطولية وقطعًا فلسفية، وتحوي على شعر لأربع من النساء على الأقل.